# Federico III de Baden-Baden
Federico III de Baden (1327-2 de septiembre de 1353) fue margrave de Baden desde 1348 hasta 1353.

## Vida
Era el hijo mayor de Rodolfo IV y María de Oettingen.

## Matrimonio e hijos
Se casó con Margarita de Baden, hija de Rodolfo Hesso de Baden-Baden, y tuvieron los siguientes hijos:
1. Rodolfo VI de Baden-Baden (m. 21 de marzo de 1372).
2. Margarita, Señora de Héricourt, casada con:
  1. 10 de noviembre de 1363 el conde Godofredo II de Leiningen-Rixingen;
  2. Conde Enrique de Lützelstein.